# Steve Harvey
Broderick Stephen "Steve" Harvey (født 17. januar 1957) er en amerikansk skuespiller og komiker.

## Privatliv
Harvey har været gift tre gange og har syv børn (fire biologiske børn og tre stedbørn). Fra sit første ægteskab til Marcia Harvey har han to døtre (tvillingerne Brandi og Karli) og en søn (Broderick Harvey Jr.). Fra sit andet ægteskab, med Mary Shackelford, har Harvey en anden søn ved navn Wynton. Parret blev skilt i november 2005. [90